# Бізнес-модель

Бізнес-модель (англ. business model) — концептуальний опис, що використовують у сфері підприємництва для зображення способу створення цінності організації, зокрема економічної (виторг, прибуток), соціальної (імідж) тощо. Процес створення моделі бізнесу є складовою частиною стратегії бізнесу.

## Історія виникнення поняття
Вперше поняття прозвучало в анотаціях до наукових робіт на економічну тематику в кінці 1940-х років, а в 50-х і 60-х роках закріпилося в контексті ділових ігор для керівників. До другої половини 90-х років поняття бізнес-моделі розглядалося в контексті корпоративної стратегії і було їй співзвучне. Інтерес до бізнес-моделей як інструменту для опису відмінностей нових інтернет-компаній одна від одної і від традиційного бізнесу проявився під час буму доткомів, а бізнес-моделювання стало підходом до подання стартапів незнайомим з новим ринком інвесторам. Внаслідок цього більшість досліджень бізнес-моделей в 1990-х і 2000-х роках було присвячено саме технологічним компаніям, і поняття бізнес-моделей асоціювалося саме з ними.
Дослідники з лондонського Університету Брунеля і паризької Вищої школи економічних і комерційних наук визначають бізнес-модель як уявлення про структурні, операційні та фінансові механізми роботи комерційної організації, її продуктів і послуг в даний момент часу та їхній подальший розвиток для досягнення стратегічних цілей компанії.

## Складові бізнес-моделі
Бізнес-модель включає наступні складові та їхні характеристики:
- споживач, визначає: для кого створюється продукт; які споживачі є найціннішими;
- цінність (продукт), визначає: який продукт постачається клієнтові; на вирішення яких проблем клієнта спрямований бізнес; які потреби клієнта задовольняє бізнес; який набір продуктів та сервісів призначений для кожного сегменту ринку;
- канали збуту (поширення), визначає: якими каналами збуту користуватися для окремих сегментів; якими каналами бізнес користується зараз; який зв'язок між каналами поширення; які з каналів працюють найкраще; які з каналів найефективніші по затратах; як канали збуту інтегровані зі структурами замовника (споживача);
- стосунки із замовниками (споживачами), визначає: які види взаємозв'язку кожен сегмент замовників очікує від організації; які види взаємозв'язку вже налагоджені; наскільки витратні види взаємозв'язку; як стосунки із замовниками інтегровані з рештою моделі бізнесу;
- отримання виручки (грошові потоки), визначає: за що споживачі реально готові платити; за що споживачі платять зараз; як здійснюється сплата; як споживачі хотіли б платити; який вклад кожного потоку виручки в загальну виручку;
- основні ресурси, визначає: яких основних ресурсів потребує бізнес, в тому числі: продукування основної цінності (продукту); канали поширення; взаємозв'язок зі споживачами; потоки виручки
- ключова діяльність, визначає: які види діяльності потребує бізнес, в тому числі: продукування основної цінності (продукту); функціонування каналів поширення; взаємозв'язок зі споживачами; потік виручки;
- ключові партнери, визначає: які партнери є ключовими; які постачальники є основними; які основні ресурси необхідно отримувати від партнерів (постачальників); якою є ключова діяльність партнерів;
- структура витрат, визначає: якими є найважливіші витрати в прийнятій моделі бізнесу; які ключові ресурси коштують найдорожче; яка ключова діяльність коштує найдорожче.

## Приклади моделей бізнесу
- Франчайзинг
- Прямий продаж
- Бізнес до бізнесу
- Бізнес для споживача
- Freemium, Adware
- G2B
- B2G